# Стрибърнов игловръх
Стрибърновият игловръх (Alyssum stribrnyi) е вид растение от семейство Кръстоцветни (Brassicaceae).
Таксонът е описан за пръв път от Йозеф Веленовски през 1891 година. Наречен е на Вацлав Стрибърни.